# Щрудел
Щруделът е тестено сладкарско изделие, обикновено свързвано с австрийската национална кухня. Представлява тестена кора, навита на руло, с плънка обикновено от настъргани ябълки, орехи и канела. Сладкишът се пече и поднася с пудра захар.
Варианти на щрудел има с вишни, кайсии, къпини, тиква или поръсени с маково семе. Правят се също солени варианти – с кисело зеле или спанак.
Думата идва от (на немски: Strudel), което буквално означава „въртоп“, „водовъртеж“.
Българският аналог на щрудел се приема като вариант на многообразието от плодови баници и се нарича ябланик (абланик, абланица, ябланица).